# Messerschmitt Bf 163
El Messerschmitt Bf 163 (Bayerische Flugzeugwerke) fue un avión construido por la Messerschmitt antes de la Segunda Guerra Mundial. Solamente un prototipo fue construido y probado.

## Desarrollo
Durante el otoño de 1935, la considerable potencialidad del proyecto Fieseler Fi 156 para las tareas de reconocimiento a corto alcance y observación aérea hizo que el Reichsluftfahrtministerium RLM (Ministerio del Aire del Reich) elevara una propuesta para un avión de cooperación con el ejército que ocupara las mismas especificaciones que el Fi 156. Estas estipulaban el uso de un motor Argus As 10 o Hirth HM 508 y colocaban énfasis en el uso de pistas muy cortas y poco preparadas de aterrizaje, visibilidad máxima para los dos miembros de la tripulación, y una amplia gama de velocidades. El avión que resultara competiría con el Fi 156.
El Bf 163 siguió estrechamente la fórmula impuesta por el Fi 156, siendo un monoplano de ala alta con estructura metálica, bordes de ataque alares automáticos, flaps dobles y un tren de aterrizaje extraordinariamente alto. La característica más interesante del avión era la amplia gama de incidencia del ala entera, la cual giraba sobre su propio eje, con puntales de refuerzo que se unían al fuselaje por rodamientos y así podían cambiar su ángulo de movimiento sobre las alas. El primer vuelo fue el 18 de febrero de 1938 motorizado por un Argus As 10C. El Bf 163 V1 demostró ser similar al Fi 156 pero bastante más complejo y más caro; sin embargo, algunos componentes de un segundo prototipo Bf 163 V2 fueron construidos pero no completados ya que el Bf 163 fue cancelado en favor del Fieseler Fi 156.

### Una denominación confusa
En una rara decisión, el RLM más tarde rehusaría la denominación 8-163, lo que pasó contadas veces en la era nazi. Aún más confusamente, el avión también era un diseño Messerschmitt, el Me 163 Komet, un interceptor cohete. Los dos aviones solo se distinguían por el prefijo (el más temprano Bf 163, y el posterior Me 163). El nuevo prefijo "Me" fue adoptado por todos los diseños Messerschmitt, después de que el nombre oficial de la fábrica Bayerische Flugzeugwerke (BFW) fue cambiado a Messerschmitt AG en julio de 1938, cuando Willy Messerschmitt adquirió la empresa BFW.

## Especificaciones

### Características generales
- Tripulación: 2 (piloto y observador)
- Longitud: 9,75 m
- Envergadura: 13,58 m
- Superficie alar: 22,8 m²
- Peso vacío: 995 kg
- Peso cargado: 1.310 kg
- Planta motriz: 1× Motor V8 invertido refrigerado por aire Argus As 10C.
  - Potencia: 179 kW 240 cv
- Hélices: 1× Bipala por motor.

### Rendimiento
- Velocidad máxima operativa (Vno): 180 km/h

### Aeronaves similares
- Fieseler Fi 156 Storch
- Siebel Si 201

### Secuencias de designación
- Sistema de designación aeronaves del RLM: ← Bf 161 · He 162 · Bf 162 ·  Bf 163 · Me 163 · Me 164 · Fi 166 →

### Listas relacionadas
- Anexo:Aeronaves militares de Alemania en la Segunda Guerra Mundial